# Grayson Russell
Grayson Russell (Clanton, 1º maggio 1998) è un attore statunitense.
Fa il suo debutto a 8 anni, nel 2006, ma la sua fama è data principalmente per aver interpretato Fregley nella saga di Diario di una schiappa.

## Filmografia parziale

### Cinema
- Ricky Bobby - La storia di un uomo che sapeva contare fino a uno, regia di Adam McKay (2006)
- The Rainbow Tribe, regia di Christopher R. Watson (2008)
- Diario di una schiappa (Diary of a Wimpy Kid), regia di Thor Freudenthal (2010)
- Diario di una schiappa 2 - La legge dei più grandi (Diary of a Wimpy Kid: Rodrick Rules), regia di David Bowers (2011)
- Io & Marley 2 - Il terribile (Marley & Me: The Puppy Years), regia di Michael Damian (2011) - voce
- Diario di una schiappa - Vita da cani (Diary of a Wimpy Kid: Dog Days), regia di David Bowers (2012)
- Space Warriors, regia di Sean McNamara (2013)
- Mother's Day, regia di Garry Marshall (2016)
- Greyhound - Il nemico invisibile (Greyhound), regia di Aaron Schneider (2020)

### Televisione
- R.L. Stine's The Haunting Hour – serie TV, episodio 1x10 (2011)
- I'm in the Band (2009-2011)
- Tell Me a Story (2018-2020)

## Doppiatori italiani
- Alex Santerini in The Rainbow Tribe
- Alessio Nissolino in Space Warriors
- Alex Polidori in Mother's Day
- Tito Marteddu in I'm in the Band
- Ruggero Valli in Diario di una schiappa, Diario di una schiappa 2 - La legge dei più grandi, Diario di una schiappa 3 - Vita da cani

Da doppiatore è sostituito da:
- Patrizia Mottola in Io & Marley 2 - Il terribile